# Jeff Bezos
Jeffrey Preston „Jeff“ Bezos (* 12. ledna 1964) je americký podnikatel. Je zakladatelem, prezidentem, do roku 2021 výkonným ředitelem (CEO) a velkoakcionářem amerického internetového portálu a zasilatelského obchodního řetězce Amazon.com. Založil společnost Blue Origin, která se zabývá lety do vesmíru a vesmírnou turistikou. Do roku 2020 byl nejbohatším mužem planety. Podle časopisu Forbes se v roce 2020 stal prvním člověkem s majetkem přesahujícím 200 miliard dolarů. Po boku bratra Marka Bezose uskutečnil 20. července 2021 suborbitální kosmický let, který trval přes 10 minut a dosáhl výšky 107 km.

## Život
Narodil se jako Jeffrey Preston Jorgensen v americkém Albuquerque. Matka Jacklyn Gise Jorgensen pocházela z převážně farmářské rodiny. Její dědeček přitom pracoval v US Atomic Energy Commission, což je státní agentura pro atomovou energii. Jeff Bezos byl na jeho ranči často o prázdninách. Její manželství s Bezosovým otcem, Tedem Jorgensenen, trvalo pouze rok. Po třech letech se provdala za Miguela Bezose, který Jeffa Bezose adoptoval.
Už od mala měl Bezos technické nadání. Po dokončení střední školy šel studovat fyziku na Princetonskou univerzitu, brzy však přešel na informatiku, kde patřil k nejlepším v ročníku. Během studia byl členem různých studentských organizací, mj. studentské organizace pro výzkum vesmíru. Po dostudování v roce 1986 pracoval jako informatik na Wall Streetu pro různé společnosti.
V roce 1993 se Bezos oženil a s manželkou Mackenzie má čtyři děti. Koncem roku 2018 však manželé Bezosovi požádali o rozvod, který je od roku 2019 právně platný. Rozvedená manželka obdržela jako odškodnění mj. 4 % akcií firmy Amazon.com, což z ní učinilo jednu z nejbohatších žen světa. Jeff Bezos si ponechal 11 % těchto akcií.
Bezos je libertarián. V roce 2012 spolu s manželkou darovali 2,5 mil. dolarů na kampaň při referendu o stejnopohlavních manželstvích, opakovaně také finančně podpořil Republikány. V témže roce pak financoval expedici, která ze dna Atlantského oceánu vyzdvihla část rakety Saturn V, která byla použita při misi Apollo 11. V roce 2013 vložil 42 mil. dolarů do projektu Clock of the Long Now, který má za cíl výrobu hodin, které mají vydržet fungovat min. 10 000 let. Clock of the Long Now nazývané také 10 000leté hodiny, jsou mechanické hodiny ve výstavbě, které jsou navrženy tak, aby počítaly čas 10 000 let. Staví je nadace Long Now Foundation. Dvoumetrový prototyp je vystaven ve Science Museum v Londýně. Od června 2018 jsou vystaveny další dva prototypy v The Long Now Museum & Store ve Fort Mason Center v San Franciscu.
Projekt navrhl Danny Hillis v roce 1989.[1] První prototyp hodin začal fungovat 31. prosince 1999, právě včas, aby zobrazil přechod na rok 2000. O půlnoci na Silvestra se ukazatel data změnil z 01999 na 02000 a zvonění zazvonilo dvakrát.
Výrobu a stavbu prvního prototypu hodin v plném měřítku financuje investiční společnost Bezos Expeditions Jeffa Bezose částkou 42 milionů dolarů a je na pozemku, který Bezos vlastní[2] v pohoří Sierra Diablo v Texasu.
Slovy Stewarta Branda, zakládajícího člena správní rady nadace: "Takové hodiny, pokud jsou dostatečně působivé a dobře navržené, by pro lidi ztělesňovaly hluboký čas. Návštěva by měla být charismatická, zajímavá k přemýšlení a dostatečně známá." stát se ikonickým ve veřejném diskurzu V ideálním případě by to pro přemýšlení o čase udělalo to, co udělaly fotografie Země z vesmíru pro přemýšlení o životním prostředí.“ 
Design
"Chci postavit hodiny, které tikají jednou za rok. Stoletá ručička se posouvá jednou za sto let a kukačka vychází na milénium. Chci, aby se kukačka objevila každé tisíciletí po dalších 10 000 let. Pokud si pospíším, měl bych dokončit hodiny včas, abych poprvé viděl, jak kukačka vychází".  (převzato z anglické Wikipedie)
V červnu 2025 se v Benátkách oženil s bývalou novinářkou Lauren Sanchéz.

## Podnikání
V roce 1994 založil ve své garáži společnost Amazon.com, zabývající se zpočátku pouze prodejem knih. Přestěhoval se z New Yorku do Seattlu, kde měl lepší technické zázemí. Podnikatelský záměr Amazonu vytvořil při jedné cestě autem do Texasu, zatímco jeho manželka řídila. Díky Amazonu se z Bezose stal jeden z předních internetových podnikatelů a miliardářů. Již v roce 2013 odhadl časopis Forbes hodnotu Bezosova majetku na 25,2 mld. dolarů, když většinu majetku tvořily právě akcie společnosti Amazon.
V roce 2000 založil společnost Blue Origin, která podniká v oblasti vesmírné turistiky a vynášení nákladu na oběžnou dráhu.
V roce 2013 zakoupil od společnosti Washington Post Company významný deník The Washington Post.

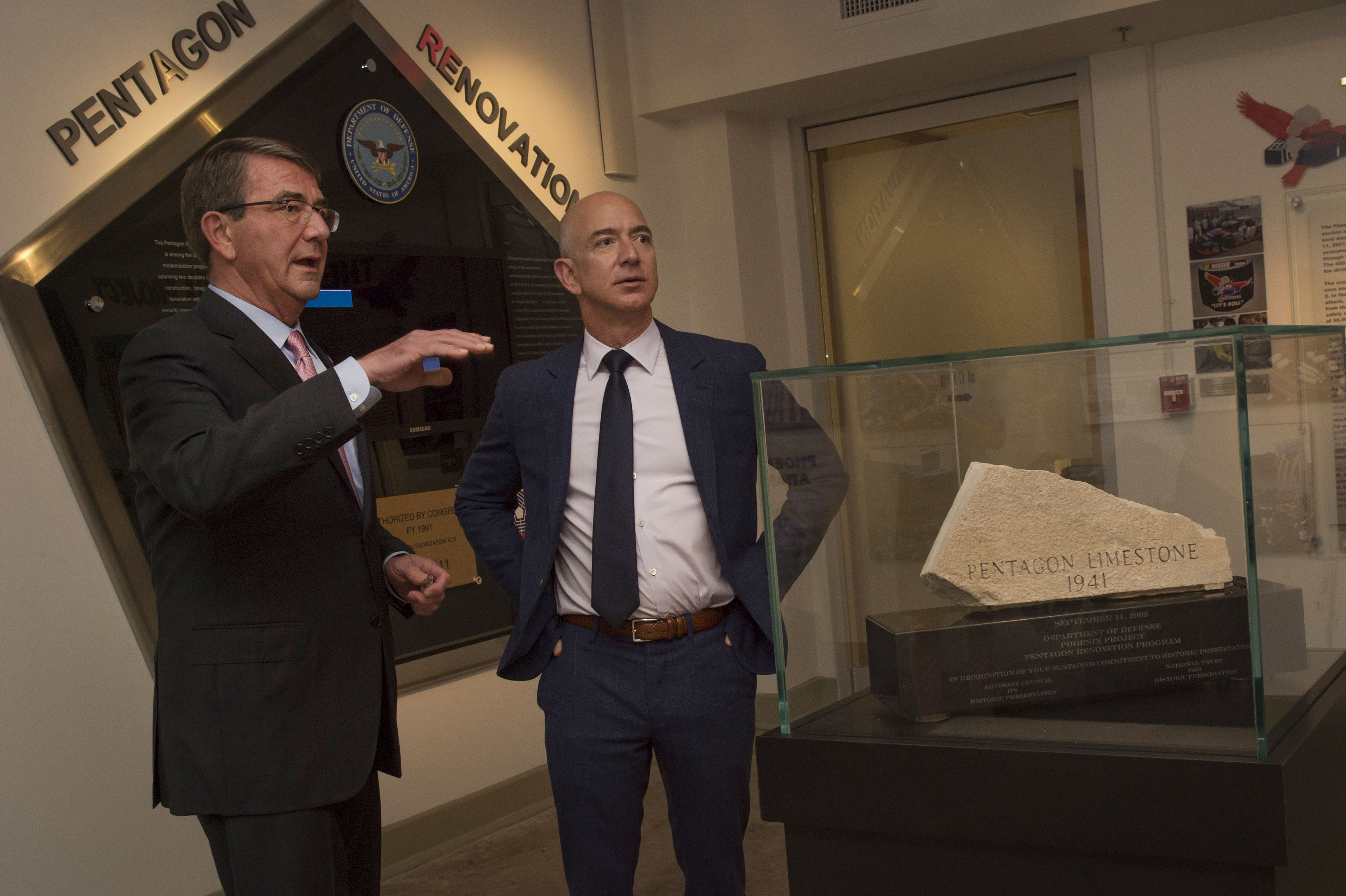
Bezos a americký ministr obrany Ashton Carter v květnu 2016

Na přelomu let 2016 a 2017 získal Bezos (potažmo Amazon) zakázku v hodnotě 600 milionů dolarů smlouvou s americkou tajnou službou Central Intelligence Agency (CIA). Podle této smlouvy Amazon pro CIA (její část operující v zahraniční) poskytuje cloudové služby.
V roce 2020 oznámil odchod z pozice šéfa Amazonu a v roce 2021 odstoupil.

## Majetek
V roce 2018 byl Jeff Bezos časopisem Forbes vyhlášen nejbohatším člověkem světa. Jeho tehdejší 17% podíl ve společnosti Amazon stoupl díky nárůstu ceny jejích akcií natolik v hodnotě, že mu byl přičítán majetek ve výši 118,5 miliardy dolarů, podle jiného zdroje 112 miliard dolarů. Tím se Bezos dostal na pozici jediného člověka s „dvanácticiferným“ majetkem a předstihl Billa Gatese, který byl hodnocen na 90 miliard dolarů. Třetí je velkoakcionář společnosti Berkshire Hathaway Warren Buffett s majetkem 84 miliard dolarů. Tito tři muži vlastnili víc, než činí polovina majetku všech občanů Spojených států amerických (zhruba 160 milionů) . Na konci srpna 2020 hodnota jeho majetku překročila hranici 200 miliard dolarů, což odpovídalo přibližně 1 % HDP USA a 80 % HDP České republiky.

## Herectví
V cameo roli se v roce 2016 objevil ve filmu Star Trek: Do neznáma, kde ztvárnil mimozemského důstojníka Hvězdné flotily.